# Mikroregion Lavras

Mikroregion Lavras

Mikroregion Lavras – mikroregion w brazylijskim stanie Minas Gerais należący do mezoregionu Campo das Vertentes.

## Gminy
- Carrancas
- Ijaci
- Ingaí
- Itumirim
- Itutinga
- Lavras
- Luminárias
- Nepomuceno
- Ribeirão Vermelho